# Pericallia travancorica
Pericallia travancorica là một loài bướm đêm thuộc phân họ Arctiinae, họ Erebidae.